# هبرون (اوهایو)
هبرون (به انگلیسی: Hebron) یک روستا در ایالات متحده آمریکا است که در شهرستان لیکینگ، اوهایو واقع شده‌است. هبرون ۷٫۹۵ کیلومتر مربع مساحت و ۲٬۳۳۶ نفر جمعیت دارد و ۲۷۱ متر بالاتر از سطح دریا واقع شده‌است.